# Beurlay
Beurlay és un municipi francès situat al departament del Charente Marítim i a la regió de la Nova Aquitània. L'any 2007 tenia 962 habitants.

## Demografia

### Població
El 2007 la població de fet de Beurlay era de 962 persones. Hi havia 364 famílies de les quals 68 eren unipersonals (20 homes vivint sols i 48 dones vivint soles), 128 parelles sense fills, 124 parelles amb fills i 44 famílies monoparentals amb fills.
La població ha evolucionat segons el següent gràfic:
Habitants censats

### Habitatges
El 2007 hi havia 406 habitatges, 371 eren l'habitatge principal de la família, 11 eren segones residències i 24 estaven desocupats. 382 eren cases i 21 eren apartaments. Dels 371 habitatges principals, 287 estaven ocupats pels seus propietaris, 76 estaven llogats i ocupats pels llogaters i 8 estaven cedits a títol gratuït; 1 tenia una cambra, 15 en tenien dues, 43 en tenien tres, 112 en tenien quatre i 200 en tenien cinc o més. 285 habitatges disposaven pel capbaix d'una plaça de pàrquing. A 160 habitatges hi havia un automòbil i a 187 n'hi havia dos o més.

### Piràmide de població
La piràmide de població per edats i sexe el 2009 era:
| Homes | Edats   | Dones |
| ----- | ------- | ----- |
| 0     | 95 o +  | 0     |
| 0     | 90 a 94 | 12    |
| 0     | 85 a 89 | 8     |
| 12    | 80 a 84 | 8     |
| 12    | 75 a 79 | 8     |
| 24    | 70 a 74 | 16    |
| 12    | 65 a 69 | 20    |
| 16    | 60 a 64 | 12    |
| 16    | 55 a 59 | 12    |
| 20    | 50 a 54 | 16    |
| 40    | 45 a 49 | 32    |
| 28    | 40 a 44 | 32    |
| 24    | 35 a 39 | 32    |
| 48    | 30 a 34 | 20    |
| 12    | 25 a 29 | 24    |
| 16    | 20 a 24 | 16    |
| 40    | 15 a 19 | 36    |
| 60    | 10 a 14 | 20    |
| 20    | 5 a 9   | 20    |
| 16    | 0 a 4   | 24    |

## Economia
El 2007 la població en edat de treballar era de 624 persones, 470 eren actives i 154 eren inactives. De les 470 persones actives 420 estaven ocupades (235 homes i 185 dones) i 50 estaven aturades (21 homes i 29 dones). De les 154 persones inactives 60 estaven jubilades, 24 estaven estudiant i 70 estaven classificades com a «altres inactius».

### Ingressos
El 2009 a Beurlay hi havia 373 unitats fiscals que integraven 966 persones, la mediana anual d'ingressos fiscals per persona era de 16.835 €.

### Activitats econòmiques
Dels 36 establiments que hi havia el 2007, 1 era d'una empresa extractiva, 2 d'empreses alimentàries, 2 d'empreses de fabricació d'altres productes industrials, 12 d'empreses de construcció, 5 d'empreses de comerç i reparació d'automòbils, 1 d'una empresa de transport, 2 d'empreses d'hostatgeria i restauració, 2 d'empreses financeres, 1 d'una empresa immobiliària, 6 d'empreses de serveis, 1 d'una entitat de l'administració pública i 1 d'una empresa classificada com a «altres activitats de serveis».
Dels 14 establiments de servei als particulars que hi havia el 2009, 1 era un paleta, 3 guixaires pintors, 5 fusteries, 1 lampisteria, 2 electricistes, 1 perruqueria i 1 restaurant.
Dels 3 establiments comercials que hi havia el 2009, 1 era una botiga de menys de 120 m², 1 una fleca i 1 una botiga de mobles.
L'any 2000 a Beurlay hi havia 19 explotacions agrícoles que ocupaven un total de 583 hectàrees.

## Equipaments sanitaris i escolars
El 2009 hi havia una escola elemental.

## Poblacions properes
El següent diagrama mostra les poblacions més properes.